# William Henry Fremantle
William Henry Fremantle, (28 décembre 1766 - 19 octobre 1850) est un courtisan et homme politique britannique. Il est Trésorier de la maison royale britannique (Treasurer of the Household) de 1826 à 1837.

## Jeunesse
Il est le fils de John Fremantle, d'Aston Abbots, Buckinghamshire, et de son épouse Frances Edwards, fille de John Edwards, de Bristol. Il est le frère de Thomas Fremantle et l'oncle de Thomas Fremantle (1er baron Cottesloe) et Charles Fremantle.

## Carrière politique
Il commence sa carrière parlementaire en étant élu député du district irlandais d'Enniskillen lors d'une élection partielle le 31 juillet 1806. Il occupe le siège jusqu'à la dissolution du Parlement le 24 octobre 1806 . Il a sert sous William Grenville en tant que secrétaire adjoint du Trésor entre 1806 et 1807. Il se présente à Saltash en novembre 1806. Initialement battu, il est déclaré élu sur pétition en février 1807. Il représente encore Saltash en mai 1807 aux côtés de son frère Thomas. Cette fois, il y a une double réélection et en février 1808 Fremantle est déclaré non élu. En mai 1808, il est réélu pour Tain Burghs, un siège qu'il occupe jusqu'en 1812, puis représente Buckingham jusqu'en 1827. Il est admis au Conseil privé en 1822. En 1826, il est nommé trésorier de la maison royale, et le reste jusqu'en 1837. Il est aussi Ranger de Windsor Great Park .

## Vie privée
Il épouse Selina Mary Elwell, fille de John Elwell, 4e baronnet, et veuve de Felton Lionel Hervey, en 1797. Elle est décédée en novembre 1841. Fremantle est décédé en octobre 1850, à l'âge de 83 ans. Après la mort de son frère, Stephen, il a agi comme tuteur de son neveu, John Fremantle, qui servait pendant la Guerre d'indépendance espagnole et à Waterloo .